# Pane e sale
Pane e sale è un singolo del cantante italiano Zucchero Fornaciari, pubblicato nel 1995 dall'etichetta Polydor come quinto estratto dall'album Spirito DiVino.

## Il brano
Il testo è stato scritto da Francesco De Gregori. Vennero realizzate una versione in spagnolo intitolata Pan salado e una in inglese, intitolata Feels Like a Woman, che riscosse notevole successo in ambito internazionale, in particolar modo in Francia, dopo essere stato inserito nella colonna sonora del film French Kiss.

## Tracce
Testi e musiche di Zucchero eccetto dove diversamente indicato.

### CD Singolo
Pane e sale
- COD: Polydor 5002 178

1. Pane e sale (Edit Version) – 3:56 (testo: Francesco De Gregori)

- COD: Polydor 5002 193

1. Pane e sale (Edit Version) – 3:56 (testo: Francesco De Gregori)
2. Pane e sale – 5:12 (testo: Francesco De Gregori)

Feels Like a Woman
- COD: Polydor 577 426-2

1. Feels Like a Woman – 3:56 (testo: Francesco De Gregori, Tena Clark)
2. O.L.S.M.M. – 3:31

### CD Maxi
Pane e sale
- COD: Polydor 577 065-2

1. Pane e sale – 5:12 (testo: Francesco De Gregori)
2. Alleluja – 4:48 (testo: Jovanotti)
3. Anna Solatia – 3:48

Feels Like a Woman
- COD: London Records 577 427-2

1. Feels Like a Woman – 5:13 (testo: Francesco De Gregori, Tena Clark)
2. Alleluja – 4:44 (testo: Jovanotti, Mark Addison)
3. The Promise – 5:26 (testo: Zucchero, Paul Buchanan)

### Vinile
Feels Like a Woman
- COD: More Vinyl, Polydor 2685

Lato A
1. Feels Like a Woman – 5:13 (testo: Francesco De Gregori, Tena Clark)

Lato B
1. Pane e sale – 5:12 (testo: Francesco De Gregori)

## Classifiche
| Classifica (1996) | Posizione massima |
| ----------------- | ----------------- |
| Francia           | 22                |
| Francia (Airplay) | 9                 |
| Europa            | 85                |

### Classifiche di fine anno
| Classifica (1996) | Posizione |
| ----------------- | --------- |
| Francia           | 65        |

## Il video
È stato anche realizzato un video del brano, in cui Zucchero canta con una chitarra durante un giro in barca.